# Melith Klára
Melith Klára (bribéri), (Csegöld, 1643–1685).

## Életrajza
Melith Klára a mára már kihalt Bribiri Melith főnemesi család tagjainak egyike volt, mely család eredetét a bribiri Šubić nemzetségből származtatta.
Melith Klára Zólyomi Miklósnak, Zaránd vármegye főispánjának volt a második felesége, ám férje 1670-ben meghalt. Csegöldön 1671-ben másodszor is házasságot kötött. Új férje Csáky István tárnokmester, országbíró lett, akinek előző neje, Lónyai Margit ugyancsak elhunyt gyermekszülésben.
Melith Klára 1685 előtt hunyt el, Szepesvárban, Csáky Istvántól 8 gyermeke született.

## Gyermekei
- 1672-ben Csáky Imre,
- 1673-ban Csáky Klára és Csáky György,
- 1675-ben Csáky Tamás,
- 1676 januárjában Csáky Krisztina,
- 1676 októberének végén Csáky Mihály,
- 1677-ben Csáky György,
- 1678-ban Csáky László.